# Первомайский (муниципальный округ Горноуральский)
Первомайский — посёлок в Пригородном районе Свердловской области России. Входит в муниципальный округ Горноуральский, управляется Краснопольской территориальной администрацией.
Ранее посёлок входил в состав Краснопольского сельсовета Пригородного района.

## Население
| 2002 | 2010 | 2021 |
| ---- | ---- | ---- |
| 892  | ↘862 | ↘767 |

## География
Посёлок Первомайский расположен к юго-востоку от Нижнего Тагила, вблизи правого берега реки Вилюй. Рядом с посёлком проходит шоссе местного значения Николо-Павловское — Алапаевск.
В районе посёлка Первомайского Вилюй протекает с запада на восток. В том же направлении в нескольких километрах южнее посёлка протекает река Нейва. Приблизительно в чеьырёх километрах от посёлка Вилюй меняет направление на юг и ещё через несколько километров впадает в Нейву по левому берегу.

## Инфраструктура
В Первомайском находятся дом культуры с библиотекой, школа, детский сад, фельдшерский пункт, почта.
Добраться до посёлка можно на автобусе из Нижнего Тагила и Алапаевска.

## Промышленность
В посёлке Первомайском находится деревообрабатывающий завод.
Полный список предприятий посёлка:
- ООО «Поли Форм»,
- ООО «Первомайское»,
- СТ КС «Первомайский»,
- ООО «Спецстройкомплект-НТ»,
- ЗАО «Урал-Холдинг»,
- ООО «Дока»,
- ООО «Василёк»,
- ООО «ПродСнаб»,
- ЗАО «Корс»,
- КФХ «Овен».